# Suore di Nostra Signora della Compassione (Marsiglia)
Le Suore di Nostra Signora della Compassione (in francese Sœurs de Notre-Dame de la Compassion) sono un istituto religioso femminile di diritto pontificio: le suore di questa congregazione pospongono al loro nome la sigla N.D.C.

## Storia
La fondazione dell'istituto è attribuita al gesuita Jean-François Barthès.
Giunto a Marsiglia nel 1843, Barthès trovò una comunità di suore della Sacra Famiglia di Bordeaux chiamata in città dal vescovo Eugène de Mazenod per la cura dei malati a domicilio e per aprire una casa per le giovani che si trasferivano dalle campagne per lavorare come domestiche. Il vescovo de Mazenod pensò poi di istituire una congregazione autonoma, interamente dedicata all'opera delle domestiche, e affidò l'incarico a Barthès.
Barthès diede inizio all'istituto a Marsiglia il 25 giugno 1843. L'erezione canonica in congregazione di diritto diocesano ebbe luogo il 16 giugno 1845: lo stesso giorno, le prime dodici postulanti ricevettero l'abito religioso dalle mani del vescovo de Mazenod.
Le suore di Nostra Signora della Compassione ottennero il pontificio decreto di lode il 28 luglio 1880 e l'approvazione definitiva delle loro costituzioni giunse il 27 gennaio 1930.

## Attività e diffusione
Le religiose si dedicano all'istruzione e all'educazione cristiana della gioventù, all'assistenza ai giovani lavoratori e alla cura dei malati.
Oltre che in Francia, le suore sono presenti in Camerun e Italia; la sede generalizia è a Marsiglia.
Alla fine del 2011 la congregazione contava 42 religiose in 9 case.